# Agustín Torres Ibarrola
Agustín Torres Ibarrola es un político mexicano, director general de la Cámara Nacional de la Industria Cinematográfica (CANACINE). Funge como encargado de dar seguimiento a las necesidades de todos los sectores de la industria cinematográfica mexicana. Con experiencia en el sector público y privado en puestos directivos, tiene la capacidad de resolver problemas y presentar soluciones desde una perspectiva gerencial, económica y legal.
Desde los 17 años se desenvolvió en la política, perteneciendo al Partido Acción Nacional. Se desempeñó como diputado federal por el Estado de Michoacán de 2009 a 2012. 

## Biografía
Agustín Torres Ibarrola nació el 27 de junio de 1977 en Morelia, Michoacán. Proviene de una familia dedicada a la fabricación y comercio de dulces regionales. Su abuelo paterno fue candidato a la alcaldía de Morelia en 1977. 
La participación de Torres Ibarrola en el Partido Acción Nacional comenzó desde los 17 años de edad. A partir del año 2013 incursionó en la iniciativa privada como directivo de Canacine y en el año 2015 funda su propia empresa. 

## Formación
Es abogado por la Escuela Libre de Derecho en la Ciudad de México (1997-2002), en donde se tituló en 2006 con la tesis “La adopción de una moneda común en Las Américas”. Posteriormente estudió maestría en Administración Pública en la Universidad de Columbia (2004-2006), en la ciudad de Nueva York. Cuenta, además, con un diplomado en Análisis Político Estratégico del Centro de Investigación y Docencia Económicas (CIDE) de la Ciudad de México, cursado en el 2003.

## Participación en el Partido Acción Nacional
Dentro del partido ha ocupado varios cargos. Fue Coordinador General de la Secretaría Nacional de Acción Juvenil del PAN (México) de 2002 a 2004; se desempeñó como  Coordinador Nacional de Ayuntamientos del Comité Ejecutivo Nacional y ha sido parte del Comité Directivo Estatal en Michoacán en diversas ocasiones. 
En el año 2010 fue elegido para ser parte del Consejo Estatal del PAN en Michoacán y para formar parte del Consejo Nacional del PAN, en donde fungió hasta el 2013.

## Trayectoria política
Fue elegido a los 23 años diputado federal suplente en la LVIII Legislatura del Congreso de la Unión de México, durante el periodo 2000-2003. Durante la campaña presidencial fue asesor de propuesta del entonces candidato Felipe Calderón Hinojosa. 
Se desempeñó como director general de Atención Ciudadana de la Secretaría de la Función Pública desde el 2007 hasta el 2008. En el 2009 fue director general de Normatividad Mercantil de la Secretaría de Economía (México).

## Diputado federal
Rindió protesta como diputado federal, en el H. Congreso de la Unión, el 1 de septiembre de 2009, en la LXI Legislatura del Congreso de la Unión de México. Presentó como diputado 6 iniciativas de ley, de las cuales 3 fueron aprobadas por el Pleno de la Cámara de Diputados de México, además firmó 8 iniciativas como adherente y 18 como suscriptor. Asimismo, por designación de la diputada Josefina Vázquez Mota, fue responsable por parte del Grupo Parlamentario del PAN para negociar las disposiciones normativas del Decreto de Presupuesto de Egresos de la Federación para el año 2011. Conservó un alto promedio de asistencias en la Cámara durante los 3 años, obteniendo en el primero un cien por ciento de asistencias cumplidas. 
Formó parte de las comisiones de Gobernación, de la Comisión de Medio Ambiente y Recursos Naturales de la que fue Secretario y de la Comisión de Presupuesto y Cuenta Pública. Además, formó parte de las comisiones especiales de: acceso digital, de energías renovables de la cual fue secretario, de la comisión especial para analizar los esquemas de tercerización de servicios en el sector público y sobre cambio climático.
Por su desempeño como legislador fue galardonado con el Águila Canacintra al mérito legislativo, en el año de 2011. Este premio reconoce la labor y el compromiso de legisladores comprometidos con el crecimiento y competitividad de la industria nacional.

## Director de Canacine
Agustín Torres Ibarrola tomó el cargo como Director de la Cámara Nacional de la Industria Cinematográfica (CANACINE) en el mes de julio del año 2013, dando seguimiento a las necesidades de todos los sectores de la industria cinematográfica Mexicana.
Ha impulsado la transformación de los Premios Luminus que otorga la industria al cine mexicano, incrementado el número de becas otorgadas a través del Fondo Latino de Tribeca Film Institute. Creó el RoadShow Canacine, así como el Diplomado Canacine, un programa académico con un enfoque práctico sobre la industria. 
Ha fomentado la mayor participación de distintas empresas en Canacine, logrando incrementar en 280% el número de socios afiliados a la Cámara. 
Dentro de la innovación y logros alcanzados en Canacine se encuentra el crecimiento de número de socios participantes, la modernización de los espacios, el cambio de imagen, la presencia en redes sociales, así como becas y diplomados por parte de la Cámara. 
Agustín Torres es también presidente de la Coalición por el Acceso Legal a la Cultura (CALC). 

## Cofundador de Tolk
Debido a su participación como Coordinador de Redes Sociales de la Campaña Presidencial de Josefina Vázquez Mota, Agustín decidió fundar, dos años más tarde, una empresa dedicada a la comunicación digital, desarrollo y soluciones web, publicidad en línea, branding y estrategia digital. 
Junto a su socio, Agustín fundó Tolk en Monterrey, comenzando con un solo trabajador. Tres años más tarde la empresa tiene presencia en tres ciudades y dos países, además, cuenta con un equipo de más de 20 personas que comparten su pasión por la comunicación digital.   